# 13th Floor Elevators
The 13th Floor Elevators a fost o formație rock americană din  Austin, activă în perioada 1965-1969. În timpul cât au fost activi, muzicienii au scos 4 LP-uri și 7 single-uri la casa de discuri International Artists . 

## Membri
- Roky Erickson, vocalist, chitară, compozitor principal
- Tommy Hall, ulcior electric, compozitor
- Stacy Sutherland (28 mai, 1946 - 24 august, 1978), chitară solo (fost membru al formației The Lingsmen)
- Benny Thurman, bas (noiembrie 1965-iulie 1966)
- Ronnie Leatherman, bas (iuie 1966-iulie 1967; iulie 1968-august 1968)
- John Ike Walton (n. 27 noiembrie, 1942), baterie (noiembrie 1965-iulie 1967)
- Danny Thomas, baterie și vocalist (iulie 1967-octombrie 1969)
- Danny Galindo (29 iunie, 1949 - 17 mai, 2001), bas (iulie 1967-ianuarie 1968) (ulterior cu formația The Concentric Excentrics)
- Duke Davis, bas (ianuarie 1968-aprilie 1968)
- Powell St. John (n. 1940) membru al Mother Earth, compozitor ("Slide Machine", "You Don't Know(How Young You Are)", "Monkey Island", " Take That Girl", "Kingdom of Heaven(is Within You)")
- Clementine Hall, soția lui Tommy Hall, contribuții la compoziții cu Erickson, Splash 1, I Had to Tell You

## Discografie

### Single-uri
- "You're Gonna Miss Me" (1966) - #55 Billboard, #50 Cash Box
- "Reverberation (Doubt)" (1966) - #129 on Billboard's Bubbling Under în noiembrie 1966

### Albume
- The Psychedelic Sounds of the 13th Floor Elevators (1966)
- Easter Everywhere (1967) - #122 la Billboard's Bubbling Under
- Live  (1968)
- Bull of the Woods (1969)

### Boxe CD
- The Psychedelic World of the 13th Floor Elevators (2002)
- The Complete Elevators IA Singles Collection
- Sign Of The 3 Eyed Men (2009)

### Compilații
- The Very Best of the 13th Floor Elevators Going Up (2004)
- Best of the 13th Floor Elevators: Manicure Your Mind (1997, 1998)
- The 13th Floor Elevators: His Eye is on the Pyramid (1999)